# Komorovice
Komorovice település Csehországban, a Pelhřimovi járásban. Komorovice Humpolec, Mladé Bříště, Vystrkov, Bystrá és Staré Bříště településekkel határos. Lakosainak száma 210 fő (2024. január 1.).

## Népesség
A település lakosságának változását az alábbi diagram mutatja:
| Lakosok száma | 200  | 183  | 218  | 171  | 184  | 183  | 192  | 200  | 188  | 210  |
|               | 1869 | 1900 | 1921 | 1961 | 1980 | 2011 | 2016 | 2019 | 2021 | 2024 |